# Мьоленбек
Мьоленбек (на немски: Möllenbeck) е с частта си Хесендорф част от общината Ринтелн в областта на Шаумбург и Щатхаген в Долна Саксония с 1325 жители (към 31 декември 2017)
Тази част е създадена през 896 година, когато там се построява манастирът „Мьоленбек“. Селището получава през 13 век характер на град.